# Mark Shuttleworth
Mark Richard Shuttleworth (Welkom, Free State, 17. rujna 1973.), južnoafrički poduzetnik. 
Shuttleworth je postao planetarno poznat nakon što je 25. travnja 2002. godine sebi kupio let u svemir, koji je tada platio otprilike 20 milijuna američkih dolara. Dva dana kasnije, Sojuz letjelica došla je do Međunarodne svemirske stanice, gdje je proveo 8 dana u eksperimentalnim istraživanjima. 5. svibnja vratio se na Zemlju. Mark se dvije godine pripremao i proveo 7 mjeseci u Zvjezdanom Gradu, u Moskvi. 
Shuttleworth je postao Debian programer u ranim 1990.-im, a 2004. se vratio u svijet Linuxa osnivajući distribuciju Ubuntu, sa svojom tvrtkom Canonical Ltd. Godine 2005. osnovao je Zakladu Ubuntu s početnim kapitalom od 10 milijuna dolara. 
Trenutno živi u Londonu i ima dvojno državljanstvo, južnoafričko i državljanstvo Velike Britanije.

## Vanjske poveznice
- Biografija  Arhivirana inačica izvorne stranice od 15. lipnja 2006. (Wayback Machine) na Markovoj službenoj stranici
- Let u svemir Marka Shuttlewortha
- Mark Shuttleworth odgovara na pitanja u vezi s Ubuntuom
- Shuttleworth fondacija  Arhivirana inačica izvorne stranice od 15. lipnja 2006. (Wayback Machine)